# Eleições municipais em Uruguaiana em 2020
As eleições municipais em Uruguaiana em 2020 foram realizadas no dia 15 de novembro de 2020, originalmente, ocorreriam em 4 de outubro (primeiro turno) e 25 de outubro (segundo turno), porém, com o agravamento da pandemia de Covid-19 (doença causada pelo novo coronavírus), o pleito foi adiado com a promulgação da Emenda Constitucional nº 107/2020. O resultado foi a reeleição de Ronnie Mello com uma vitória de 72.68%.

## Resultados
| Candidato(a)            | Vice                         | 1º turno 15 de novembro de 2020 | 1º turno 15 de novembro de 2020 |
| Candidato(a)            | Vice                         | Votos                           | Porcentagem                     |
| ----------------------- | ---------------------------- | ------------------------------- | ------------------------------- |
| Ronnie Mello (PP)       | Fernando Tarragó (PP)        | 40.409                          | 72,68%                          |
| Delegado Epifânio (DEM) | Aerton Auzani (DEM)          | 10.568                          | 19,01%                          |
| Everton Maninho (PT)    | Irani Soares (PT)            | 1.782                           | 3,21%                           |
| Elton da Rocha (PSDB)   | Sidney Campodonico (PSDB)    | 1.449                           | 2,61%                           |
| Stella Luzardo (PSL)    | Maria Izabel Tellechea (PSL) | 1.147                           | 2,06%                           |
| Donelder Souto (PSOL)   | Paty Rex (PSOL)              | 240                             | 0,43%                           |
| Total de votos válidos  | Total de votos válidos       | 55.595                          | 100%                            |
| → Votos válidos         | → Votos válidos              | 55.595                          | 95,98%                          |
| → Votos brancos         | → Votos brancos              | 1.121                           | 1,93%                           |
| → Votos nulos           | → Votos nulos                | 1.209                           | 2,09%                           |
| Total de votos          | Total de votos               | 57.925                          | 100%                            |